# Wincenty Romanowski
Wincenty Romanowski, ps. „Roman”, „Robert” (ur. 23 grudnia 1923 w Wilnie, zm. 20 czerwca 2011 w Warszawie) – zdegradowany do szeregowego pułkownik ludowego Wojska Polskiego, przestępca skazany za represje wobec polskich obywateli w okresie stalinizmu w Polsce, gdy służył w Informacji Wojskowej.

## Życiorys
Wincenty Zygmunt Romanowski urodził się 23 grudnia 1923 w Wilnie, w rodzinie Apolinarego i Leokadii. W czasie II wojny światowej członek Gwardii Ludowej (brał m.in. udział w zamachu na Café Club) na terenie Warszawy, za co 17 stycznia 1946 nadano mu Medal za Warszawę 1939–1945.
17 lutego 1944 jako żołnierz Gwardii Ludowej – bojowiec grupy Fonkowicza – wraz z Bogusławem Hrynkiewiczem i Jerzym Wiechockim oraz przydzielonym im funkcjonariuszem Gestapo brał udział w przejęciu archiwum Armii Krajowej i Delegatury Rządu na Kraj przy ul. Poznańskiej 37 w Warszawie. W lutym bądź marcu 1944 brał udział wraz z Fonkowiczem i Jerzym Wiechockim w likwidacji (zastrzeleniu na ulicy) agenta wywiadu AK uplasowanego w GL Stanisława Janoty – pseudonim w Delegaturze Rządu i AK „Karcz II”, „Gryf”, w GL „Facet”.
Po wojnie, w okresie od 12 listopada 1945 do 30 lipca 1990 zawodowo służył w ludowym Wojsku Polskim. W latach 1945–1950 był żołnierzem Informacji Wojskowej. Rozpoczął karierę od stopnia majora, pod zwierzchnictwem wcześniejszego przełożonego – Jerzego Fonkowicza (późniejszy generał brygady, w 1968 zwolniony w wyniku czystek antysyjonistycznych). Uzyskał stopień pułkownika. Od 1950 roku służył w administracji wojskowej, a w latach 1958–1979 w Centralnym Archiwum Wojskowym, w tym w latach 1975–1979 na stanowisku zastępcy szefa CAW ds. naukowych. W 1979 ponownie w wojskowych organach bezpieczeństwa, w latach 1979–1981 jako główny specjalista w Szefostwie Wojskowej Służby Wewnętrznej MON. Od 1981 pełnił służbę w Zarządzie WSW Jednostek Wojskowych MSW – początkowo w na stanowisku głównego specjalisty, w latach 1983–1989 pełnił funkcję szefa Zarządu WSW Jednostek Wojskowych MSW. W latach 1989–1990 przebywał w dyspozycji MSW, zawodową służbę wojskową zakończył 30 lipca 1990 roku.
W sierpniu 1945 otrzymał Krzyż Srebrny Orderu Wojennego Virtuti Militari, 8 stycznia 1972 – Krzyż Kawalerski Orderu Odrodzenia Polski, a 27 sierpnia 1980 – Krzyż Komandorski Orderu Odrodzenia Polski.
W 1998 został uznany za winnego znęcania się nad żołnierzami podziemia niepodległościowego w 1946. Sąd skazał go na 1,5 roku więzienia, pozbawienie praw publicznych i degradację do stopnia szeregowego. W uzasadnieniu podano, że „metody oskarżonego niczym nie różniły się od metod gestapo”. Był to pierwszy po 1989 wyrok na oficera Informacji Wojskowej.
26 lipca 2006 Prezydent Rzeczypospolitej Polskiej Lech Kaczyński pozbawił Romanowskiego przyznanego orderu. Miało się to stać na prośbę m.in. Kapituły Orderu Virtuti Militari, organizacji społecznych i kombatanckich. Byłego oficera zobowiązano listownie do zwrotu Orderu i legitymacji. Ponadto 18 sierpnia 2006 Prezydent RP pozbawił Romanowskiego Krzyża Kawalerskiego Orderu Odrodzenia Polski (przyznanego w 1972) i Krzyża Komandorskiego tego Orderu (przyznanego w 1980). Był to pierwszy w III Rzeczypospolitej przypadek odebrania tego orderu żołnierzowi Wojska Polskiego (wcześniej OVM odebrano m.in. Leonidowi Breżniewowi w 1990 i Iwanowi Sierowowi w 1995).